# Унгуртаський сільський округ
Унгурта́ський сільський округ (каз. Үңгіртас ауылдық округі, рос. Унгуртасский сельский округ) — адміністративна одиниця у складі Жамбильського району Алматинської області Казахстану. Адміністративний центр — село Унгуртас.
Населення — 3831 особа (2021; 3826 у 2009, 4218 у 1999, 4660 у 1989).
Станом на 1989 рік існувала Унгуртаська сільська рада (села Акдала, Коккайнар, Копа, Самси, Сарибастау, Унгуртас). Пізніше села Копа та Самси були відокремлені та утворили окремий Самсинський сільський округ.

## Склад
До складу округу входять такі населені пункти:
| Населений пункт  | Стара назва | Населення, осіб (1989) | Населення, осіб (1999) | Населення, осіб (2009) | Населення, осіб (2021) |
| ---------------- | ----------- | ---------------------- | ---------------------- | ---------------------- | ---------------------- |
| Акдала, село     | -           | 373                    | 173                    | 188                    | 101                    |
| Коккайнар, село  | -           | 722                    | 716                    | 610                    | 551                    |
| Сарибастау, село | -           | 1184                   | 1121                   | 1144                   | 1055                   |
| Унгуртас, село   | -           | 2381                   | 2208                   | 1884                   | 2124                   |